# ユナイテッド&コレクティブ
ユナイテッド&コレクティブ株式会社（英: UNITED&COLLECTIVE CO.LTD.）は、東京都港区赤坂一丁目12番32号アーク森ビル23Fに本社を置き、東京23区内を中心に、鶏料理居酒屋「てけてけ」、ハンバーガーカフェ「the 3rd Burger」等を運営している企業である。
メインバンクはみずほ銀行であり、その他日本政策金融公庫、三井住友銀行、りそな銀行及び三菱UFJ銀行などと融資などの取引関係がある。また、主幹事証券会社にはSMBC日興証券、株主名簿管理人には三井住友信託銀行、会計監査人にはあずさ監査法人を選定している。

## 概略
2000年7月、東京都新宿区高田馬場に飲食店経営を目的として、ユナイテッド＆コレクティブ有限会社として設立され、同年9月に東京都新宿区高田馬場に『魚・旬菜とお酒 心』高田馬場店を開業した。創業から2年後の2002年6月には、資本金を10,000,000円へ増資すると同時に株式会社化した。
2005年6月には、東京都港区赤坂に、てけてけ業態1号店となる『鶏・旬菜・お酒 てけてけ』赤坂店を開業した。その後2009年3月には新業態として「とんかつ 坂井精肉店」を千葉県八千代市のイオンモール八千代緑が丘に開業する。続く2010年4月には東京都世田谷区に『秘伝のにんにくダレ焼き鶏 塩つくね 博多水炊き てけてけ』三軒茶屋店を開業させる。その後、2010年9月には本店を東京都新宿区高田馬場から東京都港区赤坂ツインタワーに移転した。
2011年11月には神奈川県に進出。川崎市川崎区に『秘伝のにんにくダレ焼き鶏 塩つくね 博多水炊き てけてけ』川崎モアーズ店を開店したのに続き、同年12月には東京都新宿区にてけてけ旗艦店となる『秘伝のにんにくダレ焼き鶏 塩つくね 博多水炊き てけてけ』新宿総本店を、さらに2012年11月に東京都新宿区にてけてけの新業態『生串と生ワイン 生派 てけてけ』西新宿7丁目店を開店させた。また、2012年12月になると新業態としてハンバーガーショップ事業を開始し、東京都港区に『the 3rd Burger』青山骨董通り店を開いたのち、2013年9月には、再度本店を東京都港区赤坂ツインタワーから赤坂アークヒルズアーク森ビルに移転した。
2013年11月に、埼玉県さいたま市浦和区に、『秘伝のにんにくダレ焼き鶏 塩つくね 博多水炊き てけてけ』浦和店を開店し、埼玉県内に進出する。また同月には、会社分割(新設分割)により株式会社坂井精肉店を設立し、同社に坂井精肉店業態の全店舗を譲渡し、さらに翌月には坂井精肉店の全株式を譲渡した。
2014年12月30日、提携先であるサントリー酒類に対し、100株の第三者割当増資を実施し、3億円の資金を調達した。
2016年6月、東京都豊島区に当社50店舗目となる『秘伝のにんにくダレ焼き鶏 塩つくね 博多水炊き てけてけ』池袋東口2号店が開業。
2016年12月2日、この日開催の取締役会で、2016年12月21日付けで1株を1,000株とする株式分割を行うことを決議し、12月21日に予定通り株式分割を実施。

## 東証マザーズ市場への上場
2017年1月20日、当社は関東財務局へ有価証券届出書を提出した。本届出書において、同年2月23日付で東証マザーズ市場へ新規上場することを公表されている。上場時の主幹事証券はSMBC日興証券であり、その他に大和証券、いちよし証券、SBI証券、岡三証券、岩井コスモ証券、マネックス証券が引受証券会社となっている。上場に際しては、228,500株の募集及び30,000株の売出しに加えて、最大38,700株オーバーアロットメントによる売出しを実施する事が予定されている。
同社の運営する「てけてけ」では、客単価を2,400円程度に設定し値ごろ感を演出している。これについて、社長の坂井英也は「安いだけでは消費者に選んでもらえない」として、外食業界で一般的なセントラルキッチンを持たず、店内での仕込みを中心とした調理工程を実施することで味や品質を高水準に保とうとしている。また、経営層の目が現場にまで行き届きやすいようにするために、あえて全店直営体制を採用すると同時に、商品数を絞って調理の合理化も進めている。一方で、同社が第2の柱とする「The 3rd Burger」は、バンズは各店舗で焼き上げ、パティは冷蔵肉を使用するなどし、健康にも気を使うことが多い女性客の取込みを目指している。今後、この2業態で2021年2月期までに200店の展開を計画しており、その計画実現のための「てけてけ」出店拡大の費用を調達するのが、この上場の目的であると日本経済新聞では報じている。
酉年に当たる2017年の上場について、社長の坂井が日経新聞のインタビューに答えたところによれば、当社の基盤となる事業が鶏料理店だからという理由で2017年の上場に決めたわけではないが、この偶然に対しては「非常に光栄でうれしいことだと思う」と回答している。

## 脚註・出典

### 註釈
1. ↑  実際に有価証券届出書にも新規上場により得られた手取金の使途は、平成30年２月期における「てけてけ」新規出店10店舗のための設備資金へ、すべてを充当することで、事業拡大を図ることを予定していることを記載している[2]。
2. ↑  実際に設備投資を行い出費が発生するまでの間は、安全性の高い金融商品等で運用することを別途計画している[2]。